# Sakkvilágbajnokság

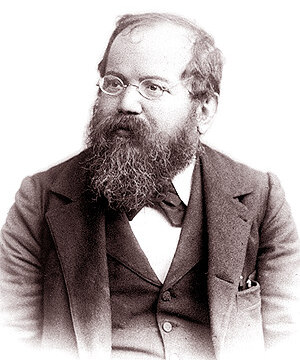
Wilhelm Steinitz, az első hivatalos sakkvilágbajnok

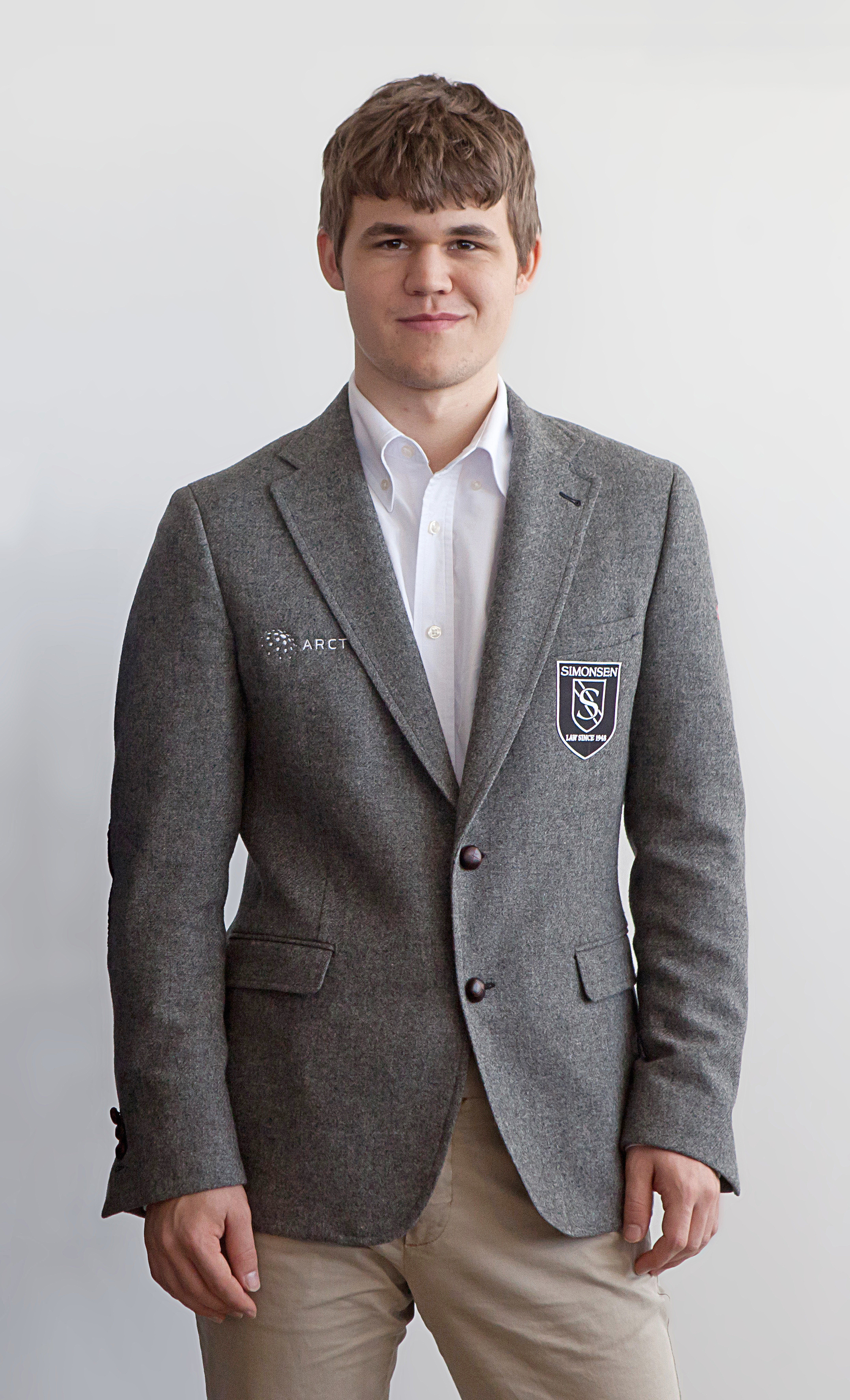
Magnus Carlsen 2013–2023 közötti sakkvilágbajnok

A sakkvilágbajnokság a sakk világbajnokának személyét eldöntő verseny. Férfiak és nők is indulhatnak rajta, de eddig mindig férfiak voltak a világbajnokok. A nők közül a világbajnoki címre a magyar Polgár Juditnak volt eddig a legnagyobb esélye.
A sakkvilágbajnokságok történetét általában 1886-tól számítják, amikor a világ két legerősebbnek tartott játékosa csapott össze, hogy kiderüljön, melyikük a jobb (lásd Sakkvilágbajnokság 1886-ban). Ezután 1946-ig a világbajnokság informális alapon folyt és a kihívóknak le kellett győzniük a világbajnokot, hogy megszerezzék ezt a címet.
1948-tól 1993-ig a világbajnokságot a FIDE, a sakkozók nemzetközi szervezete szervezte. 1993-ban az akkori világbajnok, Garri Kaszparov elszakadt a FIDÉ-től és másik világbajnokságot alapított. Egészen 2006-ig két rivális világbajnokság létezett és két világbajnoki cím is, de a 2006-os sakkvilágbajnokságon egyesítették őket.
A címvédő 2013–2023 között Magnus Carlsen volt, aki azonban 2023-ban önként lemondott címéről. 2023-ban a világbajnoki címért folyó mérkőzésen a kínai Ting Li-zsen legyőzte Jan Nyepomnyascsijt, ezzel ő lett a sakkozás történetének első kínai férfi világbajnoka.
Létezik külön női sakkvilágbajnokság, ifjúsági sakkvilágbajnokság és számítógép-sakkvilágbajnokság is. A legnagyobb értékűnek azonban a női-férfi világbajnoki címet tartják, amelyért gyakran a női és ifjúsági világbajnoki címek elnyerői is versenybe szállnak.

## A sakkvilágbajnokság lebonyolítási módja
A sakkvilágbajnokság lebonyolítási módja az idők folyamán több változáson ment át, de 1948 óta az elve az, hogy a világbajnok kihívója az adott időszak legerősebb, legjobb formában levő játékosa legyen. Ezt az elvet többszakaszos versenyek sorozatával biztosítják.
A sakkvilágbajnoksági ciklus a zónaversenyekkel kezdődik. A zónaversenyek körébe tartoznak a nagy sakkhagyománnyal rendelkező országok bajnokságai, a kontinensbajnokságok, valamint az egyes országok nemzeti bajnokságainak győzteseinek, illetve dobogósainak részvételével rendezett versenyek.
1951 és 1998 között a zónaversenyek élmezőnyében szereplő versenyzők részvételével zónaközi versenyeket (zónaközi döntőket) rendeztek, amelyeknek az élmezőnyében szereplő versenyzőkből alakult ki a világbajnokjelöltek versenyének mezőnye, amely verseny győztese nyerte el a jogot a világbajnokkal való megmérkőzésre. 1998-2004 között a FIDE-világbajnokságokon a zónaközi versenyt felváltotta az egyenes kieséses (knock-out) világbajnokság, amelynek győztese kapta meg a FIDE-világbajnok címet. Ebben az időszakban a regnáló világbajnoknak is részt kellett vennie a versenyen, ha meg akarta tartani címét.
2007-től alakult ki a ma is használatos lebonyolítási rendszer. A zónaközi versenyek a sakkvilágkupa versenyen való részvételre biztosítanak kvalifikációt, amelynek elődöntősei (első négy helyezettje) vehet részt a világbajnokjelöltek versenyén. Hozzájuk csatlakozik a Grand Prix-versenysorozat két legjobb eredményt elért versenyzője, valamint az előző világbajnoki döntő vesztese, és az az Élő-pontszám szerinti legerősebb versenyző, aki a fentebbi feltételek szerint még nem szerzett kvalifikációt. A világbajnokjelöltek versenyének győztese játszhat a világbajnoki címért.
A nőknél némileg eltérő a világbajnokságok lebonyolítási rendszere. Náluk kétévenként az egyenes kieséses (knock-out) rendszerű verseny győztese kapja meg a címet, míg a közbenső évben a Grand Prix-versenysorozat győztese vívhat meg a regnáló világbajnokkal a címért.
A korosztályos ifjúsági világbajnokságokat, valamint a 20 éven aluliak junior sakkvilágbajnokságát svájci rendszerű versenyben rendezik.

## Vezető mesterek 1886 előtt
| Név                                    | Évek                | Ország                |
| -------------------------------------- | ------------------- | --------------------- |
| Luis Ramírez de Lucena                 | ~1490               | Spanyolország         |
| Pedro Damiano                          | ~1520               | Portugália            |
| Ruy López de Segura                    | ~1560               | Spanyolország         |
| Paolo Boi és Leonardo da Cutri         | ~1575               | Nápolyi Királyság     |
| Alessandro Salvio                      | ~1600               | Nápolyi Királyság     |
| Gioachino Greco                        | ~1620               | Nápolyi Királyság     |
| Legall de Kermeur                      | ~1730–1747          | Franciaország         |
| François-André Danican Philidor        | ~1747–1795          | Franciaország         |
| Alexandre Deschapelles                 | ~1800–1820          | Franciaország         |
| Louis de la Bourdonnais                | ~1820–1840          | Franciaország         |
| Pierre Charles Fournier de Saint-Amant | 1842–1843           | Franciaország         |
| Howard Staunton                        | 1843–1851           | Egyesült Királyság    |
| Adolf Anderssen                        | 1851–1858 1862–1866 | Poroszország          |
| Paul Morphy                            | 1858–1862           | Egyesült Államok      |
| Wilhelm Steinitz                       | 1866–1878           | Ausztria-Magyarország |
| Johannes Zukertort                     | 1879–1886           | Német Birodalom       |

## Egyedüli világbajnokok, 1886–1993
| #  | Név                  | Évek                          | Ország                                             |
| -- | -------------------- | ----------------------------- | -------------------------------------------------- |
| 1  | Wilhelm Steinitz     | 1886–1894                     | Osztrák–Magyar Monarchia Amerikai Egyesült Államok |
| 2  | Emanuel Lasker       | 1894–1921                     | Németország                                        |
| 3  | José Raúl Capablanca | 1921–1927                     | Kuba                                               |
| 4  | Alekszandr Aljechin  | 1927–1935 1937–1946           | Szovjetunió Franciaország                          |
| 5  | Max Euwe             | 1935–1937                     | Hollandia                                          |
| 6  | Mihail Botvinnik     | 1948–1957 1958–1960 1961–1963 | Szovjetunió (Oroszország)                          |
| 7  | Vaszilij Szmiszlov   | 1957–1958                     | Szovjetunió (Oroszország)                          |
| 8  | Mihails Tāls         | 1960–1961                     | Szovjetunió (Lettország)                           |
| 9  | Tigran Petroszján    | 1963–1969                     | Szovjetunió (Örményország)                         |
| 10 | Borisz Szpasszkij    | 1969–1972                     | Szovjetunió (Oroszország)                          |
| 11 | Robert J. Fischer    | 1972–1975                     | Amerikai Egyesült Államok                          |
| 12 | Anatolij Karpov      | 1975–1985                     | Szovjetunió (Oroszország)                          |
| 13 | Garri Kaszparov      | 1985–1993                     | Szovjetunió Oroszország                            |

| Név                   | Évek      | Országok    |
| --------------------- | --------- | ----------- |
| Anatolij Karpov       | 1993–1999 | Oroszország |
| Alekszandr Halifman   | 1999–2000 | Oroszország |
| Visuvanádan Ánand     | 2000–2002 | India       |
| Ruszlan Ponomarjov    | 2002–2004 | Ukrajna     |
| Rusztam Kaszimdzsanov | 2004–2005 | Üzbegisztán |
| Veszelin Topalov      | 2005–2006 | Bulgária    |

| Név                | Évek      | Ország      |
| ------------------ | --------- | ----------- |
| Garri Kaszparov    | 1993–2000 | Oroszország |
| Vlagyimir Kramnyik | 2000–2006 | Oroszország |

## Egyedüli világbajnokok, 2006-
| Név                | Évek      | Ország      |
| ------------------ | --------- | ----------- |
| Vlagyimir Kramnyik | 2006–2007 | Oroszország |
| Visuvanádan Ánand  | 2007–2012 | India       |
| Magnus Carlsen     | 2013–2023 | Norvégia    |
| Ting Li-zsen       | 2023–2024 | Kína        |
| Dommarázu Gukés    | 2024 óta  | India       |